# Refugi de la Portella

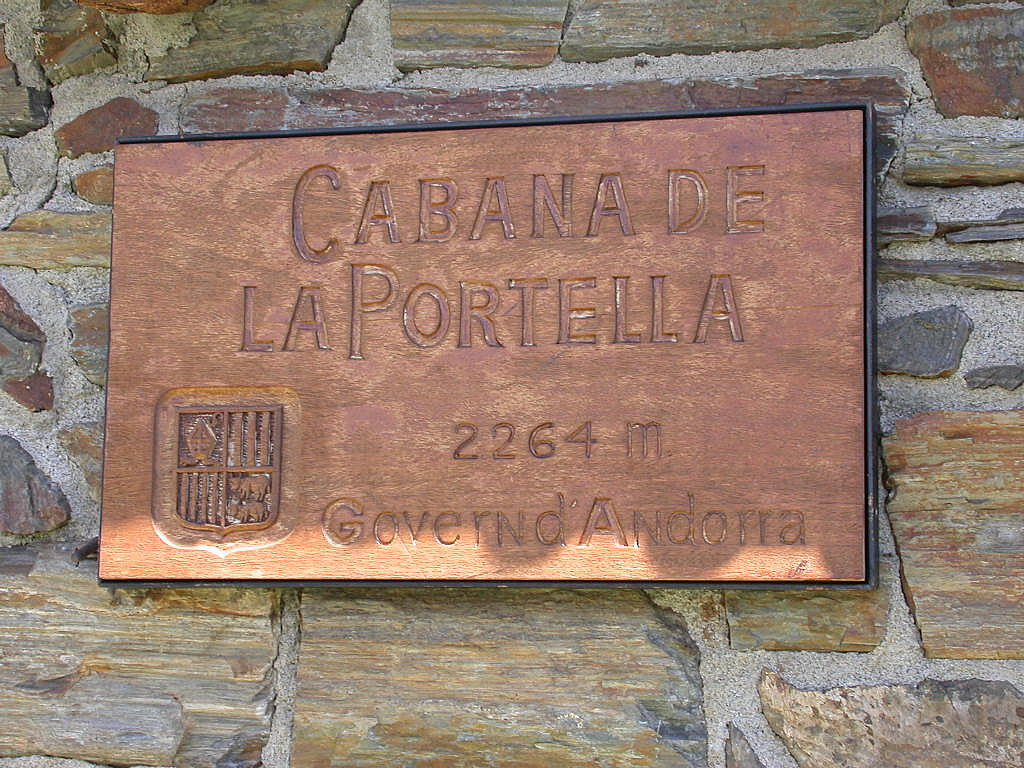
Placa exterior.

El refugi de la Portella és un refugi de muntanya de la Parròquia de Canillo (Andorra) a 2.264 m d'altitud i situat entre el Port Dret i la Solana d'Andorra, al costat esquerre del riu de Sant Josep.
S'hi arriba sortint de Soldeu passant pels Fontanals, Port Dret i seguint el riu de Sant Josep fins al refugi en unes 3h. També és possible sortint des del Port d'Envalira fins al Port Dret i seguint el camí anterior.